# 아날로그 신호
아날로그 신호(미국 영어: analog signal, 영국 및 영연방 영어: analogue signal)는 다른 양을 나타내는 모든 연속 시간 신호, 즉 다른 양에 비유되는 신호이다. 예를 들어, 아날로그 오디오 오디오 신호에서 순간 신호 전압은 음파의 압력에 따라 지속적으로 변한다.
이와 대조적으로, 디지털 신호는 원래의 시간 변화량을 샘플링된 양자화 값의 시퀀스로 나타낸다. 디지털 샘플링은 표현에 대역폭 및 동적 범위 제약을 가하고 양자화 잡음을 추가한다.
아날로그 신호라는 용어는 일반적으로 전기 신호를 지칭하지만, 기계적, 공압, 유압 및 기타 시스템도 아날로그 신호를 전달하거나 아날로그 신호로 간주될 수 있다.

## 표현
아날로그 신호는 신호의 정보를 전달하기 위해 매체의 일부 속성을 사용한다. 예를 들어, 아네로이드 기압계는 회전 위치를 신호로 사용하여 압력 정보를 전달한다. 전기 신호에서는 신호의 전압, 전류, 또는 진동수를 변경하여 정보를 나타낼 수 있다.
어떤 정보든지 아날로그 신호로 전달될 수 있다. 이러한 신호는 소리, 빛, 온도, 위치 또는 압력과 같은 물리적 변수의 변화에 대한 측정된 응답일 수 있다. 물리적 변수는 트랜스듀서에 의해 아날로그 신호로 변환된다. 예를 들어, 마이크로폰의 다이어프램에 부딪히는 소리는 전자기 마이크로폰의 코일에 의해 생성되는 전류 또는 콘덴서 마이크로폰에 의해 생성되는 전압에 상응하는 변동을 유발한다. 전압 또는 전류는 소리의 아날로그라고 한다.

## 노이즈
아날로그 신호는 채널 (통신), 녹음 및 신호 처리 작업에 의해 도입되는 전자 노이즈 및 디스토션에 취약하며, 이는 신호 대 잡음비(SNR)를 점진적으로 저하시킬 수 있다. 신호가 전송되거나, 복사되거나, 처리될 때 신호 경로에 도입되는 불가피한 노이즈는 세대 손실로 축적되어 SNR을 점진적이고 비가역적으로 저하시키며, 극단적인 경우에는 신호가 압도될 수도 있다. 노이즈는 오디오 신호에서는 히스 및 상호변조 왜곡으로, 비디오 신호에서는 스노우로 나타날 수 있다. 노이즈와 신호를 안정적으로 구별할 수 있는 방법이 없으므로 세대 손실은 비가역적이다.
아날로그 신호를 디지털 형태로 변환하면 디지털 시스템의 유한한 해상도로 인해 신호에 낮은 수준의 양자화 잡음이 도입된다. 일단 디지털 형태로 변환되면, 오류 검출 정정을 사용하여 추가적인 노이즈나 왜곡 없이 신호를 전송, 저장 및 처리할 수 있다.
아날로그 시스템의 노이즈 축적은 전자기 차폐, 평형선, 저잡음 앰프 및 고품질 전기 부품을 통해 최소화할 수 있다.

## 같이 보기
- 앰프
- 아날로그 컴퓨터
- 아날로그 장치
- 아날로그 신호 처리
- 자기 테이프
- 프리 앰프

## 추가 자료
- Leach, W.M. (October 1994). 《Fundamentals of low-noise analog circuit design》. 《Proceedings of the IEEE》 82. 1515–1538쪽. doi:10.1109/5.326411.
- Pawelczyk, M. (March 2009). 《Analog Active Control of Acoustic Noise at a Virtual Location》. 《IEEE Transactions on Control Systems Technology》 17. 465–472쪽. doi:10.1109/TCST.2008.2000988.
- Muncy, Neil (1995). 《Noise susceptibility in analog and digital signal processing systems》. 《Journal of the Audio Engineering Society》 43. 435–453쪽. INIST:3575490.